# Pandanus fibrosus
Pandanus fibrosus là một loài thực vật có hoa trong họ Dứa dại. Loài này được Gagnep. miêu tả khoa học đầu tiên năm 1938.